# Linjärrörelselager

Animering av en linjärglidare.

Linjärrörelselager eller linjärglidare är ett lager konstruerat för att ge fri rörelse i en dimension. Det finns många olika typer av linjärrörelselager och denna produktfamilj är generellt uppdelad i de två kategorierna rullelement och plan.